# Saint-Marin aux Jeux olympiques d'été de 1984
Saint-Marin participe aux Jeux olympiques d'été de 1984 à Los Angeles du 28 juillet au 12 août 1984. Il s'agit de sa 6e participation à des Jeux olympiques d'été.

## Athlétisme
Saint-Marin a deux représentants dans les épreuves d'athlétisme : Stefano Casali et Manlio Molinari.

## Cyclisme
Saint-Marin a un représentant dans les épreuves de cyclisme : Maurizio Casadei.

## Gymnastique
Maurizio Zonzini représente Saint-Marin en gymnastique.

## Judo
Saint-Marin a deux représentants dans les épreuves de judo : Franch Casadei et Alberto Francini.

## Natation
Saint-Marin a deux représentants dans les épreuves de natation : Daniela Galassi et Michele Piva.

## Tir
Saint-Marin est représenté dans les compétitions de tirs par dix athlètes : Germano Bollini, Elio Gasperoni, Gianfranco Giardi, Bruno Morri, Francesco Nanni, Eliseo Paoloni, Alfredo Pelliccioni, Pasquale Raschi, Luciano Santolini et Pier Paolo Taddei.

## Voile
Flavio Pelliccioni représente Saint-Marin en voile.